# Piero Raimondo Zacosta
Piero Raimondo Zacosta (spanyolul Pere Ramón Sacosta) ( – Róma, 1467. február 21.) a Jeruzsálemi Szent János Ispotályos Lovagrend aragóniai születésű nagymestere volt. A posztot 1461 és 1467 között töltött be. Két nagy fenyegetéssel nézett szembe, a rend eladósodottságával és a török invázió lehetőségével. Az elsővel nem tudott megbirkózni, a másikra pedig 1480-ig nem került sor.

## Pályafutása
Zacosta 1444 és 1461 között Amposta várnagya volt. 1461 augusztus 17. meghalt Jacques de Milly nagymester, és a rend Zacostát választotta meg utódjának. A johanniták 18. századi történetírói a francia és az ibériai lovagok konfliktusai által beárnyékolt időszakként jellemezték nagymesterségét. A történészek franciák voltak, így feltehetően némileg elfogultak voltak Zacostával szemben. Feljegyzéseik szerint a viszály még Milly idején kezdődött, amikor a spanyol lovagok amiatt tiltakoztak, hogy francia társaik megszerezték a rend legfontosabb vezető pozícióit. Különösen sérelmezték, hogy franciák töltik be a rodoszi kapitányságot is.
Növelte Zacosta népszerűtlenségét az is, hogy az adósságban úszó rend működésének és beruházásainak (erődítési munkák) finanszírozására olyan módszereket választott, amelyek elütöttek a hagyományostól. Ilyen volt például a rodoszi lakosság megadóztatása, mondván, fizessék meg a védelmüket. Ezt a módszert a korábbi nagymesterek csak végszükség esetén vetették be. Ezen felül Zacosta megtartotta magának az ampostai várnagyságból származó pénzt, ráadásul a kincstár sem volt teljesen elszámoltathatható.
Nem tett jót a megítélésnek az sem, hogy nem volt Rodoszon, amikor megválasztották nagymesternek. 1461 decembere és 1462 márciusa között Barcelonában tartózkodott, intézte várnagysága ügyeit és biztonságos szállítóeszközre várt Rodoszra. Útközben megállt Rómában, hogy felkeresse II. Piusz pápát. Megállapodtak arról, hogy folytatják a muzulmánokkal szembeni ellenségeskedést, ellentétben Jacques de Millyvel, aki békére törekedett velük.
Eközben megérkezett Rodoszra Petrus Raffini lovag, akit Zacosta azzal bízott meg, hogy intézze az ügyeit, amíg távol van a szigettől. Raffini Milly politikáját folytatta, és 1462 márciusában a rend követe, Guillermo Mareschal elutazott Rodoszról, hogy véglegesítse a megállapodást II. Mehmed oszmán szultán követével, amelynek része volt az adózás is, amelyet a büszke johanniták „ajándéknak” neveztek. A rend ezzel elhárította az oszmán támadás közvetlen veszélyét. Mivel az ispotályosok kifogytak a pénzből, Piero Raimondo Zacosta kétszázalékos adót vezetett be az importárukra. Ez volt a láncadó, vagyis az adó, amelyet a kikötő bejáratát őrző lánc leeresztéséért kellett fizetni.
Zacosta 1462 végén eltörölte a marinárát, vagyis a rodosziak kötelező szolgálatát a lovagok gályáin, amelyet azzal lehetett kiváltani, ha az érintett felbérel valakit erre a feladatra. Helyette bevezette a gabelle nevű adót. A rend 1462 és 1464 közötti pénzügyi feljegyzései szerint Zacosta nem tett (vagy nem tudott tenni) sokat az adósság rendezésére és a háborús készülődés sem haladt a megfelelő ütemben.
1466-ban Zacosta lemondott bevételei egy részéről, hogy segítse a Szent Miklós-torony építésének befejezését. A pénzügyi nehézségek ellenére javíttatta és erősíttette a falakat, megépíttette a Szélmalmok tornyát a kereskedelmi kikötő egyik mólójának végén. Még 1462-ben megbízott egy német mestert a rend bodrumi várának felújításával.
A pápa 1464 júniusában keresztes hadjáratot hirdetett, és Piero Raimondo Zacosta megkezdte a készülődést az összecsapásra. Utasította a rend perjelségeit, hogy támogassák a hadjáratot, és ígéretet tett arra, hogy biztosítani fogja a szükséges hajókat. Augusztusban II. Piusz meghalt, és a tervezett katonai akciókból nem lett semmi. Zacosta ennek ellenére folytatta a felkészülést, és pénzt, felszerelést, embereket követelt a nyugati perjelségektől. Végül kirobbant a lovagok elégedetlensége Zacosta pénzügyi machinációival szemben. 1466-ban II. Pál pápa a panaszok súlya és a panaszosok tekintélye miatt Rómába rendelte a nagymestert, és utasítást adott, hogy ugyanott gyűljön össze a johanniták legfőbb döntéshozó testülete is.
Az ülés novemberben nyílt meg, és hamar kiderült, hogy a rend adóssága 250 ezer dukátra hízott, mert a perjelségek nem fizettek. A pápa tíz évet adott az adósság visszafizetésére, és utasítást adott a pénzügyi reformokra. A gyűlés lemondatta Zacostát az ampostai várnagyságról és az abból befolyó pénzről. 1467. február 21-én Zacosta meghalt Rómában, utódja Giovanni Battista Orsini lett.